# Hypsognathus

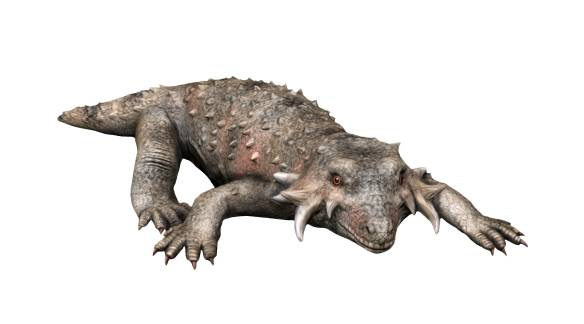
Reconstrucción en vida de Hypsognathus.

Hypsognathus (gr. "mandíbula alta") es un género primitivo de saurópsidos (reptiles) parareptiles del Triásico Superior, encontrado en el estado de Nueva Jersey y Connecticut (EE. UU.).
Pertenecía a la familia Procolophonidae, del orden Procolophonia, una de las más antiguas de reptiles.
Hypsognathus se parecía a un lagarto de tamaño medio, midiendo 33 cm de longitud y era de cuerpo rechoncho y una cola corta. Poseía unas espinas a ambos lados de la cabeza que probablemente le sirviesen para defenderse, ya que se cree que era herbívoro, puesto que poseía dientes anchos. Debido a su complexión es probable que no pudiese alcanzar grandes velocidades.